# Elisabeth von Matt
Elisabeth von Matt (20 août 1762–1er mars 1814) est une astronome autrichienne active à la fin du XVIIIe et au début du XIXe siècle qui est considérée comme la seule femme scientifique à avoir publié ses observations dans des revues d'astronomie européennes au cours de la période. Elle a travaillé principalement en astronomie positionnelle, documentant les astéroïdes Pallas et Juno.

## Biographie
Elisabeth von Matt (née Humelauer) est une baronne vivant à Vienne. Elle y construit un observatoire privé et commande le matériel nécessaire pour observer le ciel. Ses observations sont publiées dans Astronomisches Jahrbuch de Bode et Monatliche Correspondenz de Franz Xaver von Zach. En plus de ses propres contributions aux mesures à l'époque, von Matt soutient l'avancement du domaine de l'astronomie en ouvrant son observatoire à Johann Tobias Bürg, qui est son mentor, et en aidant à la fourniture de livres et d'instruments dans la communauté.
Le botaniste autrichien Josef August Schultes nomme le genre végétal Mattia en l'honneur de von Matt en 1809. Il est maintenant répertorié comme synonyme de Rindera. Puis en 1915, Mattiastrum (en), un genre de plantes à fleurs d'Asie centrale, appartenant à la famille des Boraginacées, est également nommé en son honneur.
L'astéroïde (9816) von Matt, découvert en 1960 par Cornelis Johannes van Houten et Ingrid van Houten-Groeneveld, porte le nom de von Matt. Deux instruments appartenant à von Matt — un sextant fabriqué par Edward Troughton et un chronomètre fabriqué par John Arnold — sont conservés dans la collection de l'Observatoire de Vienne à l'Université de Vienne,.